# محمد ابو النجا
محمد ابو النجا هو رجل أعمال مصري، والرئيس التنفيذي لشركة ابو النجا للتطوير العقاري.

## التأسيس
تأسست الشركة عام 2001 ضمن مجموعة ابو النجا، وتضم أكثر من 30,000 موظف في الإمارات، بما في ذلك مهندسين ومشرفين وفنيين وتشغل مكانة بارزة في سوق التطوير العقاري الإماراتي.

## مشاريع بارزة في دبي (إطلاق رسمي في أبريل 2025)
في 20 أبريل 2025، أعلن إطلاق أول ثلاث مشاريع سكنية كبرى للشركة في دبي:
1. دبي لاند
2. بوكدرة (نيو هورايزن)
3. الفرجان وأكد محمد ابو النجا أن اختيار دبي جاء نتيجة:

- بيئة استثمارية محفزة مع تشريعات تنظيمية جذابة.
- طلب مستقر من المستثمرين والسكان.
- شفافية عالية في الإجراءات.[3]

## رؤية واستراتيجية التطور
- الابتكار والجودة: تركيز على مشاريع عالية الجودة بتصاميم حديثة تلائم نمط الحياة المعاصر.
- خطط طويلة الأمد: تسعى لترك بصمة مستدامة في سوق العقارات الإماراتي عبر استكشاف فرص مستقبلية في دبي.
- التأثير الاجتماعي: يؤمن بدمج الابتكار والتطوير العقاري مع تنمية المجتمع وتوفير فرص تنموية، كما ذكر في وسائل إعلام الشركة.

## أبرز الأرقام والحقائق
| جانب                 | التفاصيل                                                       |
| -------------------- | -------------------------------------------------------------- |
| تاريخ التأسيس        | 2001 ضمن مجموعة ابو النجا                                      |
| عدد الموظفين         | أكثر من 30,000 موظف في الإمارات                                |
| أول مشاريع دبي       | دبي لاند، بوكدرة، الفرجان (أُعلن عنها في أبريل 2025)            |
| ملامح السوق المستهدف | تنويع شرائح السوق، التركيز على الشفافية وجودة التصميم والتنفيذ |